# حادث مرور

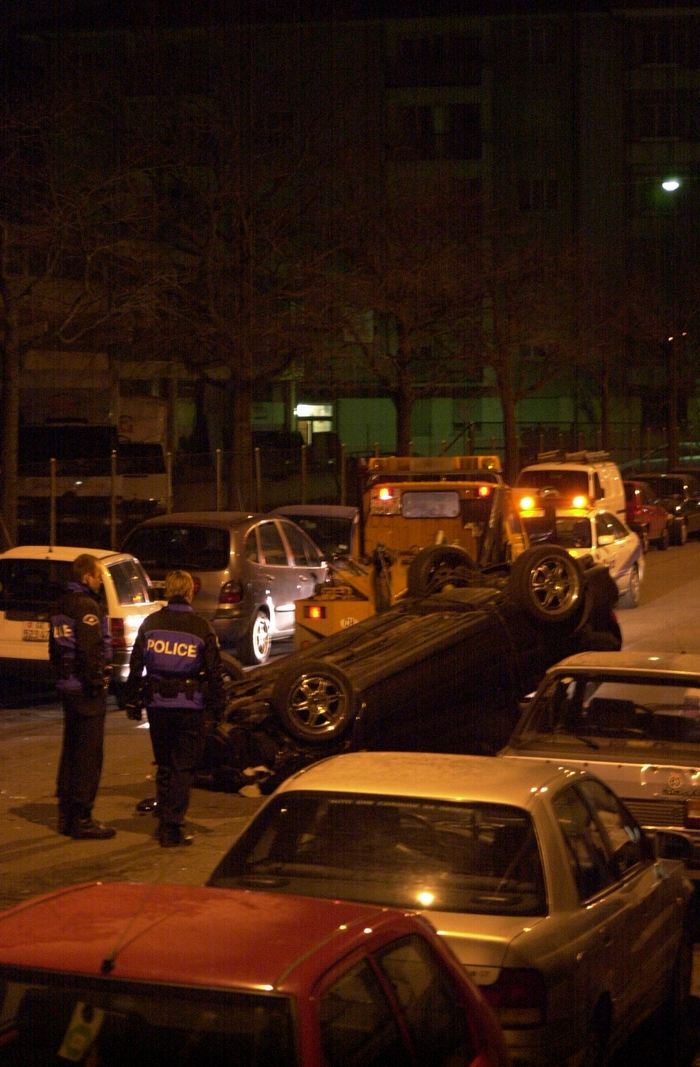
الشرطة وونش يحضران موقع حادث مروري في جنيف سويسرا.

يحدث الحادث المروري، والذي يُطلق عليه أيضًا تصادم السيارات أو حادث السير أو تحطم السيارة، عندما تصطدم مركبة بمركبة أخرى أو بالمشاة أو الحيوان أو حطام الطريق أو أي عائق ثابت آخر، مثل شجرة أو عمود أو مبنى. غالبًا ما تؤدي الحوادث المرورية إلى الإصابة، والعجز، والوفاة، والأضرار بالممتلكات بالإضافة إلى التكاليف المالية لكل من المجتمع والأفراد المعنيين. والنقل البري أخطر حالة يتعامل معها الناس يوميًا، ولكن أرقام الإصابات الناجمة عن هذه الحوادث لا تجتذب اهتمامًا إعلاميًا كأنواع المآسي الأخرى الأقل تكرارًا.
أما العوامل التي تساهم في مخاطر الحوادث هي: تصميم السيارة، وسرعة التشغيل، وتصميم الطريق، والطقس، وبيئة الطريق، ومهارات القيادة، والضعف بسبب الكحول أو المخدرات، والسلوك، ولا سيما القيادة العدوانية، والقيادة المشتتة، والسرعة، وسباق الشوارع.
في عام 2013 أصيب 54 مليون شخص في جميع أنحاء العالم بجروح من الحوادث المرورية. أدى ذلك إلى 1.4 مليون حالة وفاة في عام 2013، بينما كان عدد الوفيات 1.1 مليون حالة وفاة في عام 1990. ونحو 68,000 من هذه الحوادث حدثت لأطفال دون سن الخامسة. تنخفض معدلات الوفيات تقريبًا جميع البلدان ذات الدخل المرتفع، في حين أن غالبية البلدان منخفضة الدخل لديها معدلات وفيات متزايدة بسبب الحوادث المرورية. البلدان ذات الدخل المتوسط لديها أعلى معدل وفيات مع 20 حالة وفاة لكل 100,000 نسمة، وهو ما يمثل 80% من جميع وفيات الطرق مع 52% من جميع السيارات. في حين أن معدل الوفيات في إفريقيا هو الأعلى (24.1 لكل 100,000 نسمة)، فإن أقل معدل موجود في أوروبا (10.3 لكل 100,000 نسمة).

## الآثار الصحية

### بدنيًا
يمكن أن ينتج عدد من الإصابات الجسدية بشكل عام عن الصدمة القوية الحادة عن الحادث، والتي تتراوح من كدمات ورضوض إلى إصابة جسدية كارثية (مثل الشلل) أو الوفاة.

### نفسيًا
بعد الحوادث، قد تحدث صدمة نفسية طويلة الأمد. قد تجعل هذه المشكلات أولئك الذين تعرضوا لحادث تصادم يخافون القيادة مرة أخرى. في بعض الحالات، قد تؤثر الصدمة النفسية على حياة الأفراد ويمكن أن تسبب صعوبة في الذهاب إلى العمل أو الذهاب إلى المدرسة أو أداء المسؤوليات العائلية.

## الأسباب
بحسب دراسة أجراها كي. رومار عام 1985، استخدم فيها تقارير الحوادث البريطانية والأمريكية كبيانات، اقترح أن 57% من الحوادث كانت نتيجة عوامل السائق فقط، و27% عادت إلى عوامل الطريق والسائق مجتمعة، و6% إلى عوامل المركبة والسائق، و3% فقط إلى عوامل الطريق، و3% إلى عوامل الطريق والسائق والمركبة مجتمعة، و2% لعوامل المركبات فقط، و1% إلى عوامل الطريق والمركبة مجتمعة. يعد تقليل شدة الإصابة في الحوادث أكثر أهمية من تقليل الحوادث، وتصنيف الإصابة حسب فئات واسعة من الأسباب يعد أمرًا مضللًا فيما يتعلق بالحد من الإصابات الشديدة.

### عوامل بشرية
تشمل العوامل البشرية في حوادث اصطدام المركبات أي شيء يتصل بالسائقين وغيرهم من مستخدمي الطرق الذين قد يساهمون في حدوث الاصطدام. تضمن الأمثلة سلوك السائق، حدة البصر والسمع، والقدرة على اتخاذ القرار، وسرعة رد الفعل.
بين تقرير صدر عام 1985 استنادًا إلى بيانات حوادث السير البريطانية والأمريكية أن خطأ السائق، والتسمم، وعوامل بشرية أخرى تساهم كليًا أو جزئيًا في نحو 93% من حوادث التصادم. وجد تقرير صدر عام 2019 عن الإدارة الوطنية الأمريكية للسلامة المرورية على الطرق السريعة أن العوامل الرئيسية المساهمة في الحوادث المميتة تشمل القيادة بسرعة كبيرة جدًا بالنسبة للظروف أو تجاوز الحد الأقصى للسرعة، والتشغيل تحت تأثير الكحول أو المخدرات، وعدم التنازل عن حق المرور، والفشل في البقاء ضمن المسار الصحيح، وتشغيل المركبة بطريقة طائشة، والقيادة المشتتة.
السائقون الذين يتشتت انتباههم بسبب الأجهزة المحمولة معرضون لخطر تحطم سياراتهم أكثر بأربعة أضعاف من أولئك الذين لا يستخدمون الهواتف. وجدت الأبحاث التي أجراها معهد فرجينيا لتكنولوجيا النقل أن السائقين الذين يرسلون رسائل نصية أثناء القيادة أكثر عرضة بنسبة 23 مرة للتورط في حادث تحطم مقارنةً بالسائقين الذين لا يرسلون رسائل نصية. الاتصال بالهاتف هو أخطر إلهاء، إذ يزيد من احتمالية تعرض السائق للاصطدام بمقدار 12 ضعفًا، يليه القراءة أو الكتابة، ما يزيد الخطر بمقدار عشرة أضعاف.
وجدت مؤسسة نادي السيارات الملكي للسياقة في استطلاع للسائقين البريطانيين أن 78%من السائقين يعتقدون أنهم يتمتعون بمهارات عالية في القيادة، ويعتقد معظمهم أنهم أفضل من السائقين الآخرين، وهي نتيجة تشير إلى الثقة المفرطة في قدراتهم. تقريبًا جميع السائقين الذين تعرضوا لحادث تصادم لم يعتقدوا أنهم على خطأ. وبحسب استطلاع للرأي أفاد السائقون أن العناصر الأساسية للقيادة الجيدة هي:
- السيطرة على السيارة يشمل ذلك: الإدراك الجيد لحجم السيارة وقدراتها.
- القراءة والتفاعل مع أحوال الطريق والطقس والشاخصات المرورية والبيئة.
- اليقظة وتفسير وتوقع سلوك السائقين الآخرين.

على الرغم من أن الكفاءة في هذه المهارات تُدرس وتختبر باعتبارها جزءًا من امتحان القيادة، لكن السائق «الجيد» يمكن أن يظل عرضة لخطر الاصطدام لأنه:
يختبر الشعور بالثقة في المواقف الأكثر صعوبة وتحديًا وهو ما يعتبر دليلًا على القدرة على القيادة، وهذه القدرة «المثبتة» تعزز مشاعر الثقة. وتغذي الثقة نفسها وتنمو دون رادع حتى يحدث شيء ما، كأن يكون على وشك الخطأ أو يقع حادث.
خلص استطلاع أجرته شركة أكسا إلى أن السائقين الأيرلنديين يهتمون كثيرًا بالسلامة مقارنة بالسائقين الأوروبيين الآخرين. لكن هذا لا يعني انخفاض معدلات التحطم بشكل كبير في أيرلندا.
كانت التغييرات المصاحبة لتصميمات الطرق عبارة عن تبني واسع النطاق لقواعد الطريق إلى جانب سياسات إنفاذ القانون التي تضمنت قوانين القيادة تحت تأثير الكحول، ووضع حدود للسرعة، وأنظمة إنفاذ السرعة مثل كاميرات السرعة. توسعت اختبارات القيادة في بعض البلدان لتشمل اختبار سلوك السائق الجديد أثناء حالات الطوارئ، وإدراكه للمخاطر.
هناك اختلافات ديموغرافية في معدلات التحطم. مثلًا: مع أن رد فعل الشباب يكون جيدًا في أغلب الأوقات لكن رد فعلهم يظهر بشكل غير متناسب في الحوادث، وقد لاحظ الباحثون أن العديد من سلوكياتهم ومواقفهم تجاه المخاطر التي من الممكن أن يتعرضوا لها أكثر خطورة من سلوكيات غيرهم من المستخدمين. يظهر ذلك من خلال المخمنين عندما يضعون أسعار التأمين لمختلف الفئات العمرية، مستندين جزئيًا إلى العمر والجنس واختيار السيارة. قد يُتوقع أن يتورط السائقون الأكبر سنًا الذين لديهم ردود أفعال أبطأ في المزيد من الاصطدامات، ولكن لم يحدث ما كان متوقع لأنهم يميلون إلى القيادة بشكل أقل، وعلى ما يبدو، بحذر أكبر. يمكن أن تتعقد محاولات فرض سياسات المرور بسبب الظروف المحلية وسلوك السائق. وفي عام 1969 حذر ليمينغ من أن هناك توازنًا ينبغي تحقيقه عند «تحسين» سلامة الطريق.
في المقابل، قد لا يبدو الموقع خطيرًا لكن معدل الحوادث فيه عالي. وسبب ذلك أن السائق عندما يرى موقعًا قد يكون خطيرًا، يأخذ حذره. وقد يكون من الأرجح حدوث الحوادث المرورية عندما تكون ظروف الطرق خطرة أو حركة المرور غير واضحة للوهلة الأولى، أو عندما تكون الظروف معقدة للغاية بحيث لا تستطيع الآلة البشرية المحدودة أن تدرك وتتفاعل في الوقت والمسافة المتاحين. لا يشير ارتفاع معدل الحوادث إلى ارتفاع مخاطر الإصابة. تعتبر الحوادث شائعة في مناطق الازدحام الشديد بالمركبات، ولكن الحوادث المميتة تحدث على الطرق الريفية أكثر من غيرها ليلًا عندما تكون حركة المرور خفيفة نسبيًا.

## أنواع الحوادث المرورية
أنواع حوادث المرور هي:
- حوادث الدهس: حيث تكون بمركبة واحدة تصطدم بشخص أثناء مروره من الطريق.
- حوادث الاصطدام: حيث تكون باصطدام مركبتين ببعضهما أو إحداهما تصطدم بالأخرى.

والنوعان السابقان هما الأكثر حدوثا.
- حوادث التدهور: وهي الحوادث التي يتغير فيها اتجاه حركة المركبة بشكل لا يستطيع السائق السيطرة عليه.
- حوادث الاصطدام بجسم غريب: حيث تصطدم المركبة بجسم ثابت في الشارع مثل الصخور وأعمدة الكهرباء وغيرها.
- حوادث الاصطدام بحيوان: وفيه تصطدم المركبة بأحد الحيوانات المارة من الطريق.

## علم الوفيات
إصابات أنحاء العالم تقدر في عام 2004 عن مقتل 1.2 مليون شخص (2.2% من مجموع الوفيات) و 50 مليوناً آخرين في اصطدام السيارات. سجلت الهند وفيات حوادث المرور 105000 في السنة، تليها الصين مع أكثر من 96,000 حالة وفاة. وهذا يجعل سيارات التصادم السبب الرئيسي للوفاة بين الأطفال في جميع أنحاء العالم إصابة 10-19 سنة (260000 طفل يموتون سنويا، وأصيب 10 ملايين آخرون)، وسادس بلد بمعدل للوفيات التي يمكن الوقاية منها في الولايات المتحدة (45800 شخصا قتلوا و 2.4 مليون إصابات في عام 2005) وفي كندا كانت هي السبب في 48% من الإصابات الخطيرة.

## الخسائر الاقتصادية
تنتج عن الحوادث المرورية خسائر اقتصادية كبيرة تقدر بملايين الدولارات كل عام، إذ تتسبب بتضرر المركبات والمنشآت العامة، وتعطل حركة المرور.